# Martin Leubner
Martin Leubner (* 14. August 1961 in Herford, Nordrhein-Westfalen) ist ein deutscher Fachdidaktiker.

## Leben
Von 1982 bis 1989 studierte er die Fächer Deutsch und Geschichte für das Lehramt an Gymnasien an der Georg-August-Universität Göttingen und der Universität Konstanz (1984/85) (erste Staatsprüfung für das Lehramt an Gymnasien). Nach dem Promotionsstudium (1989–1994) an der Philosophischen Fakultät der Universität Göttingen bei Christian Wagenknecht und Wilfried Barner, gefördert durch ein zweijähriges Stipendium des Landes Niedersachsen, war er von 1997 bis 2003 wissenschaftlicher Assistent am Institut für Germanistik der Universität Flensburg (Literaturwissenschaft und -didaktik). Nach der Habilitation 2003 (Venia Legendi: Deutsche Literatur, Medien und ihre Didaktik) an der Universität Flensburg ist er seit 2008 Universitätsprofessor für Didaktik der deutschen Literatur an der Universität Potsdam.